# Bagnolo Cremasco

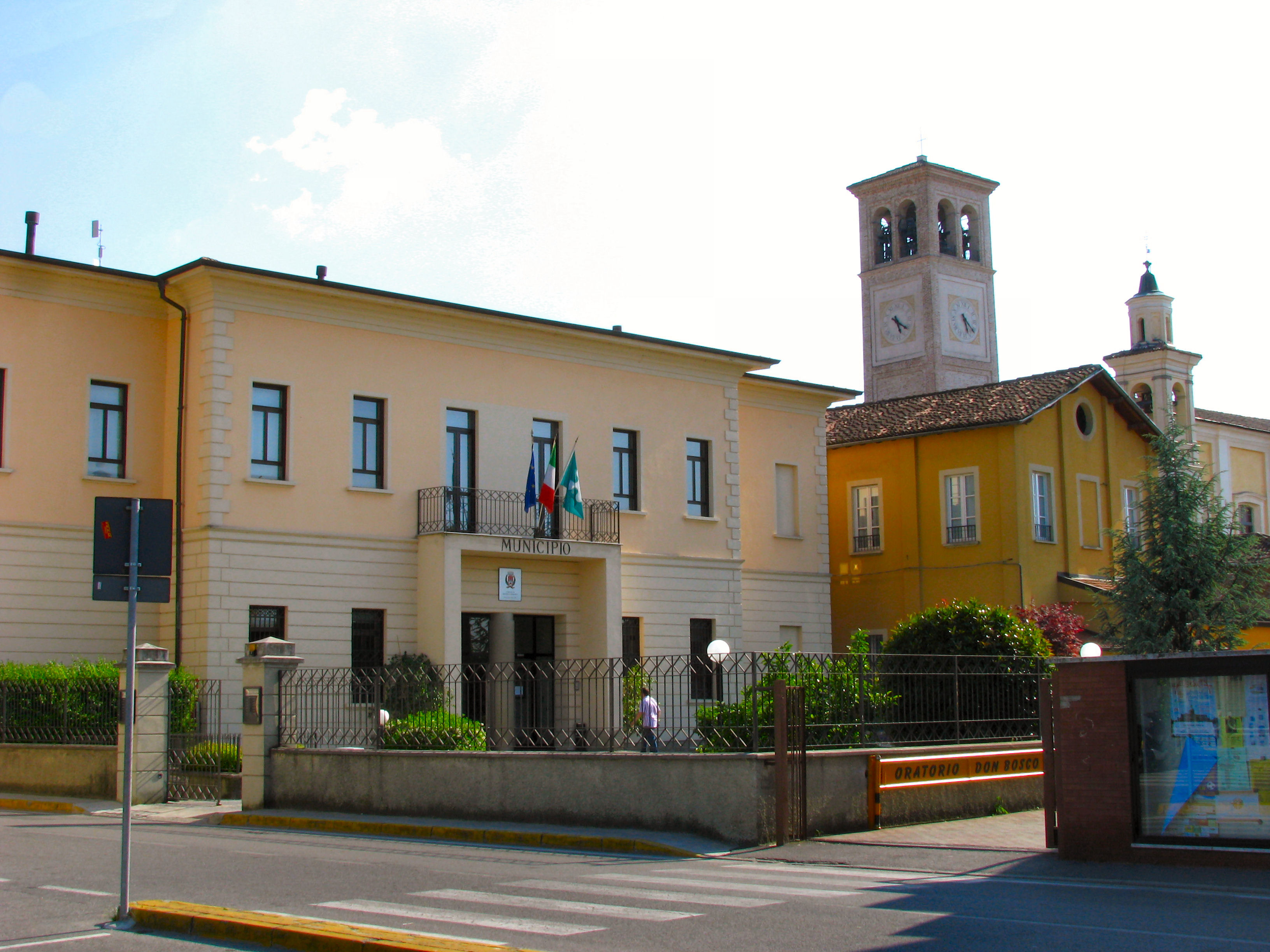
Verwaltungsgebäude in Bagnolo Cremasco

Bagnolo Cremasco ist eine norditalienische Gemeinde (comune) mit 4977 Einwohnern (Stand 31. Dezember 2023) in der Provinz Cremona in der Lombardei. Die Gemeinde liegt etwa 41 Kilometer nordwestlich von Cremona und etwa 36 Kilometer ostsüdöstlich von Mailand. Bagnolo Cremasco grenzt unmittelbar an die Provinz Lodi.

## Ortsteile
Im Gemeindegebiet liegt neben dem Hauptort die Fraktion Gattolino.

## Verkehr
Durch die Gemeinde führen sowohl die frühere Strada Statale 415 Paullese als auch die frühere Strada Statale 235 di Orzinuovi (beide heute Provinzstraßen). 

## Persönlichkeiten
- Ivan Quaranta (* 1974), Radrennfahrer, in Bagnolo Cremasco aufgewachsen